# Teixidor dorsiverd
El teixidor dorsiverd (Ploceus alienus) és un ocell de la família dels ploceids (Ploceidae).

## Hàbitat i distribució
Habita els boscos de les muntanyes del nord-est i est de la República Democràtica del Congo, oest d'Uganda, Burundi i Ruanda.